# Shūrjeh Bārūq
Shūrjeh Bārūq (persiska: شورجه باروق) är en ort i Iran.   Den ligger i provinsen Västazarbaijan, i den nordvästra delen av landet, 500 km väster om huvudstaden Teheran. Shūrjeh Bārūq ligger 1 334 meter över havet och antalet invånare är 210.
Terrängen runt Shūrjeh Bārūq är platt västerut, men österut är den kuperad. Runt Shūrjeh Bārūq är det ganska glesbefolkat, med 47 invånare per kvadratkilometer. Närmaste större samhälle är Mīāndoāb, 18,6 km väster om Shūrjeh Bārūq. Trakten runt Shūrjeh Bārūq består i huvudsak av gräsmarker.